# خداع الشبكة

خداع شبكة هيرمان، مثال على وهم الشبكة.

شبكة الوميض.

شبكة الوهم أو شبكة الخداع (بالإنجليزية: Grid illusion) هو أحد أنواع الخداع البصري الذي يتألف من شبكة خطوط متعامدة ونقاط. يوجد نوعان منها يُعتبران الأكثر شيوعا، هما «شبكة الوميض» و«خداع شبكة هيرمان». يكمن الخداع البصري فيها عندالنظر مع تحريك العين، حيث يمكن رؤية بقع بيضاء تتحول إلى اللون الأسود والأبيض مرة أخرى بشكل سريع جدا.
تم ذكر هذا النوع من الخداع البصري لأول مرة من قبل العالم لودايمر هيرمان في عام 1870، حيث اُطلق عليه «خداع شبكة هيرمان». أما شبكة الوميض فقد تم اكتشافها عام 1994.

## وصلات خارجية
- دحض التفسير الكلاسيكي لنظرية أوهام هيرمان الشبكية
- شبكة الوميض
- الشبكة العملاقة نسخة محفوظة 22 مايو 2018 على موقع واي باك مشين.